# Samsung Galaxy Trend
Il Samsung Galaxy Trend è uno smartphone di fascia media prodotto e messo in commercio dalla Samsung Electronics.

## Caratteristiche
Il Samsung Galaxy Trend monta la versione Android 4.0 Ice Cream ed è dotato di 1 GHz che permette di usare più applicazioni contemporaneamente e chiuderle senza lunghe attese. Ha accesso a Samsung Apps, Google Apps, Google Chrome, Gmail, Google Talk e YouTube. Può fare video a 640x480 non in HD.

## Versioni
La Samsung ha messo in commercio anche due versioni più aggiornate: 
- Trend Plus (GT-S7580);
- Trend Lite (GT-S7390).